# Ба Луа, Адриэль
Адриэль Д’Авила Ба Луа (фр. Adriel D'Avila Ba Loua; род. 25 июля 1996, Йопугон, Абиджан или Абиджан) — ивуарийский футболист, полузащитник клуба клуба «Лех» и сборной Кот-д’Ивуара.

## Клубная карьера
Ба Луа — воспитанник клуба АСЕК Мимозас. В 2013 году он дебютировал за основной состав. Летом 2015 году игрок на правах аренды перешёл во французский «Лилль», но выступал только за дублирующий состав. Летом 2016 года Ба Луа был арендован датским «Вайле». 24 июля в матче против «Фремад Амагер» он дебютировал Первом дивизионе Дании. 11 августа в поединке против «Хельсингёра» Адриэль забил свой первый гол за «Вайле».
Летом 2019 года Ба Луа на правах аренды перешёл в чешскую «Карвину». 2 сентября в матче против «Словацко» он дебютировал в Гамбринус лиге. В этом же поединке Адриэль забил свой первый гол за «Карвину». По окончании аренды клуб выкупил трансфер игрока.
Летом 2020 года Ба Луа подписал контракт с пльзеньской «Викторией». 21 августа в матче против «Опавы» он дебютировал за новую команду. В этом же поединке Адриэль забил свой первый гол за «Викторию». 24 сентября в матче Лиги Европы против «Сённерйюска» от отметился забитым голом. Летом 2021 года Ба Луа перешёл в польский «Лех». 12 сентября в матче против «Ракува» он дебютировал в Экстраклассе. 17 сентября в поединке против краковской «Вислы» Адриэль забил свой первый гол за «Лех». В 2022 году игрок помог клубу выиграть чемпионат.

## Достижения
Клубные
 «Лех»
- Победитель польской Экстраклассы — 2021/2022